# Фрічковце
Фрічковце (словац. Fričkovce) — село в Словаччині, Бардіївському окрузі Пряшівського краю.
Вперше згадується у 1427 році.

## Географія
Розташоване в північно-східній частині Словаччини. Протікають Глибокий потік; Осиковський потік і Фрічковський потік.

## Населення
| Рік:            | 1993 | 2003    | 2013    | 2023    |
| --------------- | ---- | ------- | ------- | ------- |
| Кількість осіб: | 673  | 691     | 708     | 737     |
| Різниця:        |      | +2,67 % | +2,46 % | +4,09 % |

| Рік:            | 2022 | 2023    |
| --------------- | ---- | ------- |
| Кількість осіб: | 729  | 737     |
| Різниця:        |      | +1,09 % |

В селі проживає 691 особа.
Національний склад населення (за даними останнього перепису населення — 2001 року):
- словаки — 99,57 %
- русини — 0,14 %
- українці — 0,14 %

Склад населення за приналежністю до релігії станом на 2001 рік:
- римо-католики — 97,25 %,
- греко-католики — 2,17 %,
- протестанти — 0,14 %,
- не вважають себе віруючими або не належать до жодної вищезгаданої церкви — 0,43 %